# SNCF 040 DF
Die Lokomotive 040 DF 1 war ein Einzelstück der französischen Staatsbahn SNCF. Sie wurde als Prototyp mit dieselhydraulischem Antrieb im Jahr 1952 gebaut. Hersteller der Maschine war das Werk für Eisenbahnfahrzeuge des Unternehmens Régie Nationale des Usines Renault (RNUR) in Villeneuve-Saint-Georges. 1962 wurde sie BB 60041 umgezeichnet.

## Geschichte und Beschreibung

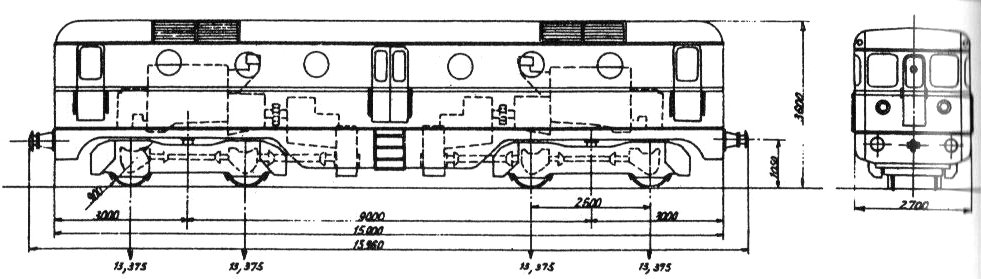
Schnittzeichnung der 040 DF 1

Die 040 DF 1 entstand zeitgleich mit der Gasturbinenlokomotive 040 GA 1, mit der sie viele Komponenten teilte, auf der Basis des Typs 5070, von dem Renault 18 Exemplare für die verschiedenen Spurweiten der Länder des ehemaligen französischen Kolonialreichs baute. Äußerlich unterschied sie sich von der 040 GA 1 vornehmlich durch einen niedrigeren Dachaufbau und eine andere Anordnung der runden Seitenfenster. Beide Loks waren dunkelgrün mit einer schmalen gelben „Bauchbinde“ lackiert.
Zwei voneinander unabhängige Antriebsgruppen wirkten bei der 040 DF 1 auf jeweils eines der beiden Drehgestelle. Verwendet wurden zwei V-12-Motoren von Renault mit einer Leistung von je 310 kW und Strömungskupplungen von Ferodo.
Am 29. April 1952 wurde die 040 DF 1 in Betrieb genommen. In den 1960er Jahren war sie im Bahnbetriebswerk Alençon stationiert, von wo aus sie im Güterverkehr zwischen Argentan und Le Mans eingesetzt wurde.

## Verbleib
Abgestellt wurde die Lok am 15. Dezember 1970, 1977 wurde sie in Le Mans verschrottet. Der Prototyp blieb ein Einzelstück, die SNCF entschied sich in der Folge bei ihren Diesellokomotiven für den dieselelektrischen Antrieb.